# Новомихайлівка (Первомайський район)
Новомиха́йлівка — село в Україні, у Благодатненській сільській громаді Первомайського району Миколаївської області. Населення становить 138 осіб.

## Населення

### Мова
Розподіл населення за рідною мовою за даними перепису 2001 року:
| Мова       | Кількість | Відсоток |
| ---------- | --------- | -------- |
| українська | 122       | 88.41%   |
| румунська  | 9         | 6.52%    |
| російська  | 7         | 5.07%    |
| Усього     | 138       | 100%     |